# Ray Fisher
Ray Fisher (sinh ngày 8/9/1987) là nam diễn viên người Mỹ.
Anh được biết đến qua vai Victor Stone / Cyborg trong các phim của DC Extended Universe là Batman v Superman: Dawn of Justice (2016), Justice League (2017).